# Paulette Sauboua
 (mars 2018).
Si vous disposez d'ouvrages ou d'articles de référence ou si vous connaissez des sites web de qualité traitant du thème abordé ici, merci de compléter l'article en donnant les références utiles à sa vérifiabilité et en les liant à la section « Notes et références ».
Paulette Sauboua, née le 2 octobre 1922 à Eysines (Gironde) et morte le 14 mars 1945 dans une prison à Munich (Bavière), est une résistante française.

## Biographie
Après l'école primaire, Paulette Sauboua est vendeuse dans un atelier de confection à Talence.
Elle entre dans la Résistance fin 1940 et rejoint le réseau Bergez-Auriac.
Le 3 janvier 1942, elle est arrêtée après dénonciation sur son lieu de travail par le commissaire Pierre Poinsot de la Police Française, qui l’accuse de « menées communistes ». Elle est livrée aux nazis et emprisonnée au Fort du Hâ à Bordeaux, où elle partage sa détention avec Andrée Tamisé, puis Cécile Pouget et Jeanne Desbats. Interdite de correspondance durant toute sa détention, elle réussit à adresser plusieurs lettres clandestines à son père et à sa grand-mère.
« Mon cher petit Papa,
Depuis que je suis ici, bientôt 7 mois finis, je n'ai jamais su ce que tu pensais sur le motif de mon arrestation. Tu dois pourtant savoir ou comprendre pourquoi je suis ici. Tu ne dois pas m'en vouloir. Je sais que tes idées sont les miennes. Tu dois penser que si j'étais restée tranquille, si j'avais attendu simplement les événements, je ne serais peut-être pas ici. Sois sûr que ce que j'ai fait ou rien, c'est pareil et que je n'ai qu'un regret, c'est de ne pas en avoir fait davantage : je ne regrette que le chagrin que vous avez de me savoir ici, mais sois certain que je ne me plaindrai jamais, j'ai une très grande provision de courage pour supporter tout ce qu'ils nous font. J'ai eu beaucoup de chagrin quand j'ai appris le sort de mon pauvre Clément (son plus cher ami, employé au Centre de tri postal de Bordeaux, dirigeant local de la Jeunesse communiste, fusillé le 30 avril 1942). Mais, si tu savais comme on se sent fort pour tenir jusqu'au bout, pour pouvoir un jour les venger. Plus que jamais on a envie de cette liberté qui nous est si dure à avoir. Plus que jamais on se sent des idées de révolte. Un jour viendra où les rôles seront renversés et je pense que toi aussi tu verras ce grand jour. Je m'arrête mon cher papa, mais tu devines tout ce que je pense.
De bons baisers de ta grande fille qui t'aime.
Paulette  »
Paulette Sauboua est conduite à Paris le 9 octobre 1942 et, le 13 novembre, transférée à la Maison d'arrêt d'Aix-la-Chapelle, puis à la prison pour femmes de Flussbach. Elle arrive à Nuremberg le 10 août 1944, avant d'être déportée le 1er septembre 1944 dans un pénitencier de Munich.

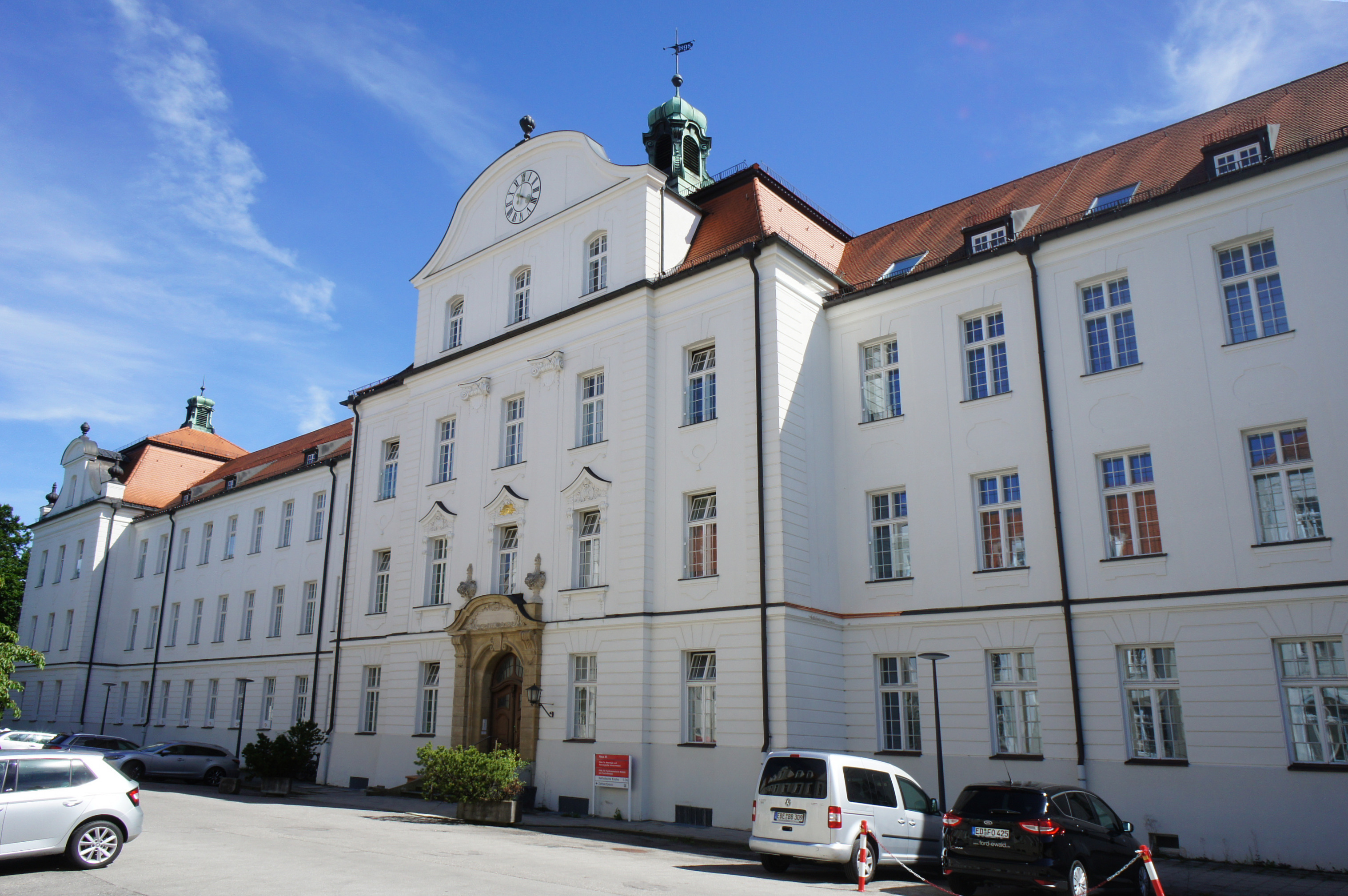
L'hôpital sanatorium d'Harlaching où elle mourra faute de soins.

Le 6 mars 1945, le médecin allemand du pénitencier constate qu'elle souffre d'une « inflammation pulmonaire de  nature tuberculeuse au poumon droit » et annonce que son « pronostic vital est engagé, [qu'] elle n'est plus en état d'être 
détenue ». Extrêmement affaiblie, elle est conduite le 9 mars à l'hôpital sanatorium d'Harlaching par la Gestapo, où elle meurt le 14 mars 1945 à l'âge de 22 ans.

## Hommages
Trois rues portent le nom de Paulette Sauboua : à Talence, Bègles et  Bordeaux.